# احتشاء
الاحتشاء هو تموت نخري في جزءٍ من عضو من أعضاء الجسم نتيجة الإقفار، أي الانقطاع أو النقص الحاد في تدفق الدم إلى العضو أي نقص في التروية الدموية). ويشير في اللغة الدارجة عادةً إلى احتشاء عضل القلب.
تنقسم الاحتشاءات إلى نوعين وفقاً لكمية النزف:
- احتشاء أبيض تؤثر على الأجهزة الصلبة مثل القلب، الطحال، والكلى فانسدادها في معظم الأحيان يكون ناتج عن تجمع الصفائح الدهنية في جدران الاوعية الدموية، وبذلك تصبح الأجهزة بيضاء.
- احتشاء أحمر، وتؤثر عموماً على الرئتين. يحدث فيه انسداد وتتألف المنطقة المتموتة من خلايا الدم الحمراء والليفين.